# یواس‌ان‌اس شورت اسپلایس (تی‌ای‌کی-۲۴۹)
یواس‌ان‌اس شورت اسپلایس (تی‌ای‌کی-۲۴۹) (به انگلیسی: USNS Short Splice (T-AK-249)) یک کشتی بود. این کشتی در سال ۱۹۴۵ ساخته شد.